# Plebejus camporrealis
Plebejus camporrealis är en fjärilsart som beskrevs av Bustillo 1972. Plebejus camporrealis ingår i släktet Plebejus och familjen juvelvingar. Inga underarter finns listade i Catalogue of Life.